# Wingo (Fluggesellschaft)
Wingo ist eine kolumbianische Billigfluggesellschaft und Tochterunternehmen der panamaischen Copa Airlines. Sie ist als virtuelle Fluggesellschaft tätig und besitzt kein eigenes Air Operator Certificate. Der Flugbetrieb wird von der Konzernschwester Copa Airlines Colombia durchgeführt.

## Geschichte
2005 kaufte Copa die kolumbianische Gesellschaft Aero República und nannte sie 2010 Copa Airlines Colombia. Als 2012 die Billigfluggesellschaft Viva Air Colombia ihre ersten Flüge durchführte fokussierte sich Copa Airlines Colombia auf die internationalen Strecken. Das soll sich mit der 2016 gegründeten Tochter Wingo nun wieder ändern.
Im Jahr 2023 wurden 3 Millionen Passagiere befördert.

## Flugziele

Flugziele der Wingo (2016)

Wingo neben Zielen innerhalb Kolumbiens auch Ziele in anderen Ländern Mittel- und Südamerikas an.

## Flotte

### Aktuelle Flotte
Mit Stand April 2025 besteht die Flotte der Wingo aus neun Flugzeugen mit einem Durchschnittsalter von 16,1 Jahren:
| Flugzeugtyp    | Anzahl | bestellt | Anmerkungen                                               | Sitzplätze | Durchschnittsalter |
| -------------- | ------ | -------- | --------------------------------------------------------- | ---------- | ------------------ |
| Boeing 737-800 | 9      |          | mit Winglets ausgestattet; betrieben durch Aero Republica | 186        | 16,1 Jahre         |
| Gesamt         | 9      | -        |                                                           |            | 16,1 Jahre         |

### Ehemalige Flugzeugtypen
In der Vergangenheit setzte Wingo bereits folgenden Flugzeugtypen ein:
- Boeing 737-700